# Міагра молуцька
Міа́гра молуцька (Myiagra galeata) — вид горобцеподібних птахів родини монархових (Monarchidae). Ендемік Індонезії.

## Підвиди
Виділяють три підвиди:
- M. g. galeata Gray, GR, 1861 — північні Молукки;
- M. g. goramensis Sharpe, 1879 — південні та центральні Молукки;
- M. g. buruensis Hartert, E, 1903 — острів Буру.

## Поширення і екологія
Молуцькі міагри мешкають на більшості Молуккських островів, за винятком островів Сула. Вони живуть у вологих і сухих рівнинних тропічних лісах.